# Фојничка ријека
Фојничка ријека је ријека у Босни и Херцеговини, и лијева је притока ријеке Босне у коју се улива код Високог на надморској висини од 430 м. 
Настаје у простору планине Вранице од рјечица Језерница, Боровница и Раздоља. Изворишта су јој на надморској висини од 1.630 м. Дуга је 45 км, са површином слива од 727,4 км². Прима више притока, од којих су најзначајније Чемерница, Млава, Жељезница и Лепеница. 
Ријека протиче кроз Фојницу, Кисељак и Високо.